# Ambosores
Santa Maria de Ambosores é uma freguesia que se localiza no sudoeste da câmara municipal de Ourol. Segundo o IGE no 2014 tinha 15 habitantes (7 mulheres e 8 homens) distribuídos em 14 entidades de população.

## História
A origem desta freguesia remonta-se ao 1895 quando 24 entidades da freguesia de Sam Pantaleom de Cabanas se segregaram desta para formarem a freguesia eclesiástica de Ambosores que tem lugares em quatro câmaras municipais (Ourol, Muras, Manhom e as Pontes) de duas províncias (Lugo e a Corunha). Os 14 lugares que estão na câmara municipal de Ourol são os que formam esta freguesia civil.